# 稗刺疣黑粉菌
稗刺疣黑粉菌（学名：Ustilago echinochloae）是属于黑粉菌目黑粉菌科黑粉菌属的一种真菌，寄生在稗上。该种分布于中国。